# Raoul Bertolo
Raoul Bertolo, né le 8 novembre 1928 à Besançon (Doubs) et mort à Nice (Alpes-Maritimes) le 30 juin 1991 est un joueur d'échecs.

## Biographie
Raoul Edmond Marius Bertolo naît le 8 novembre 1928 à Besançon

## Activités
En 1959, il crée la revue Europe Échecs. Sociétaire du club d'échecs de Besançon, il est président de la Fédération française des échecs de 1970 à 1976 et de 1987 à 1989. À ce titre, il organise les olympiades d'échecs à Nice, en 1974. Il est aussi l'auteur de livres sur les échecs, comme Les échecs c'est facile, objectif Mat avec Louis Risacher.

## Mort
Il meurt à Nice le 30 juin 1991.  